# إلي كالبرتسون
إلي كالبرتسون (بالإنجليزية: Ely Culbertson) هو كاتب غير روائي أمريكي، ولد في 22 يوليو 1891 في Vărbilău ‏ في رومانيا، وتوفي في 27 ديسمبر 1955 في براتلبورو في الولايات المتحدة.

## وصلات خارجية
- إلي كالبرتسون على موقع الموسوعة البريطانية (الإنجليزية)